# Kattersnaundorf

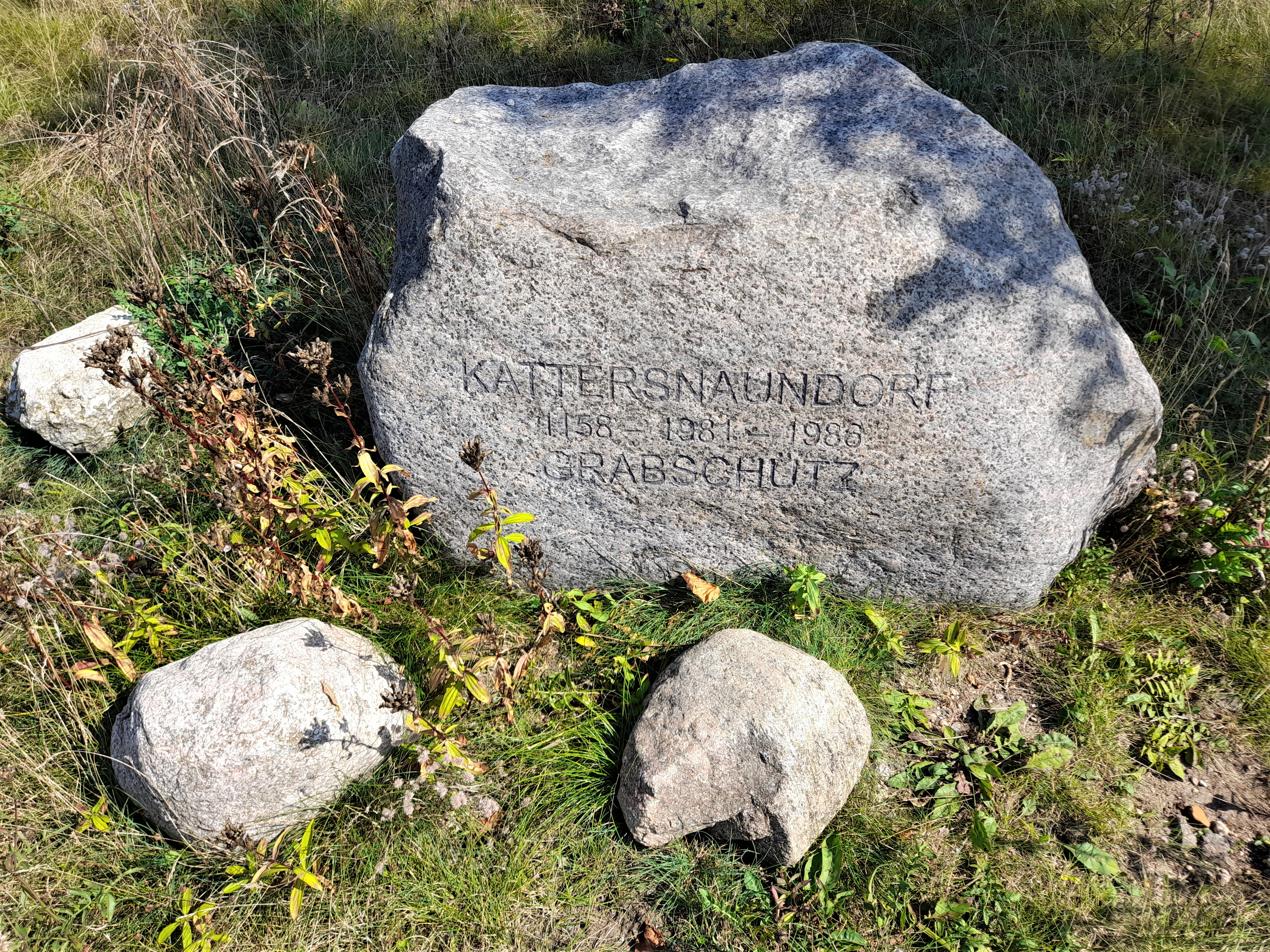
Gedenkstein für die devastierten Orte Kattersnaundorf und Grabschütz am Werbelinsee

Kattersnaundorf ist eine moderne Wüstung, die sich südwestlich von Delitzsch befindet und mit seinem Ortsteil Werbelin dem Braunkohleabbau durch den Tagebau Delitzsch-Südwest zum Opfer fiel. Heute liegt die Flur westlich des Werbeliner Sees und gehört zur Gemeinde Rackwitz im Landkreis Nordsachsen (Freistaat Sachsen).

## Geographische Lage
Kattersnaundorf lag in der Leipziger Tieflandsbucht zwischen Delitzsch im Norden und Leipzig im Süden. Die Flur des ehemaligen Orts liegt heute zwischen dem Werbeliner See im Osten und dem Grabschützer See im Westen. Der Giniken-Graben befand sich westlich des Orts.

## Geschichte
Um 1158 wurde Kattersnaundorf als „Kattersnyendorp“ erwähnt. Der Ort gehörte bis 1815 zum kursächsischen Amt Delitzsch. Durch die Beschlüsse des Wiener Kongresses kam er zu Preußen und wurde 1816 dem Kreis Delitzsch im Regierungsbezirk Merseburg der Provinz Sachsen zugeteilt, zu dem er bis 1952 gehörte. Um 1880 lebten in dem landwirtschaftlich geprägten Dorf 164 Personen.
Im Zuge der Kreisreform in der DDR von 1952 wurde Kattersnaundorf dem neu zugeschnittenen Kreis Delitzsch im Bezirk Leipzig zugeteilt. Am 1. Januar 1957 erfolgte die Eingemeindung von Werbelin. Durch den auf dem 8. SED-Parteitag 1971 getroffenen Beschluss zum „Ausbau der energetischen Basis“ in der DDR wurde der bisher landwirtschaftlich geprägte Landkreis Delitzsch zum Bergbaugebiet erklärt. Für die Gewinnung von Braunkohle war im Gebiet um Delitzsch der Aufschluss von fünf Tagebauen vorgesehen. Dadurch wurde Kattersnaundorf zum Bergbauschutzgebiet erklärt, d. h., dass im Ort keine Gebäude neu erbaut werden durften, keine aufwändigen Instandsetzungen mehr erfolgten und im Ort keine Bestattungen mehr vorgenommen wurden. Mit dem Aufschluss des Tagebaus Delitzsch-Südwest begann im Jahr 1976 der großflächige Abbau von Braunkohle in unmittelbarer Nähe nordöstlich von Kattersnaundorf. Als Folge mussten die 185 Einwohner des Orts im Jahre 1981 als erste ihre Heimat verlassen. Sie wurden in das Neubaugebiet Delitzsch-Nord, nach Rackwitz und nach Gertitz umgesiedelt. Die devastierte Flur von Kattersnaundorf und der Ortsteil Werbelin wurden seit 1981 von Zschortau aus verwaltet.
Der um einen Punkt nördlich von Werbelin entgegen dem Uhrzeigersinn schwenkende Tagebau erreichte Ende der 1980er Jahre auch den Ortsteil Werbelin. Aus diesem Grund wurden 1990 bis 1991 die 130 Bewohner Werbelins ausgesiedelt. Da mit der Deutschen Wiedervereinigung 1989/90 die vorzeitige rasche Stilllegung des Tagebaus Delitzsch-Südwest beschlossen war, geschah die 1992 durchgeführte Devastierung Werbelins unter massiven Protesten der Bevölkerung. Bereits ein Jahr später wurde der Tagebau geschlossen, wodurch die eigentliche Ortsflur von Werbelin nicht mehr abgebaggert wurde.

## Kattersnaundorf heute
Die Fluren von Kattersnaundorf und Werbelin gehörten nach der Devastierung der Orte zu Zschortau. Mit dessen Eingemeindung am 1. März 2004 kam sie zur Gemeinde Rackwitz.
Im Jahre 1998 begann die Flutung des Hauptrestlochs, wodurch der nach Werbelin benannte Werbeliner See entstand. Der seit 2010 vollständig geflutete See ist mit 440 ha Wasserfläche der größte im ehemaligen Tagebauraum Delitzsch/Breitenfeld. Der kleinere Grabschützer See füllt sich seit 1997 mit aufsteigendem Grundwasser. Er dient ausschließlich dem Naturschutz. Das ehemalige Gelände der Tagesanlagen des Tagebaus Delitzsch-Südwest nordöstlich des Werbeliner Sees ist für eine Freizeit- und Erholungsnutzung vorgesehen.